# Väinö Kajander
Väinö Kajander est un lutteur finlandais spécialiste de la lutte gréco-romaine né le 30 novembre 1893 à Elimäki et mort le 16 septembre 1978 à Helsinki.

## Biographie
Väinö Kajander participe aux Jeux olympiques d'été de 1932 à Los Angeles dans la catégorie des poids mi-moyens et remporte la médaille d'argent.